# David G. Torres
David G. Torres (Barcelona, España, 1967) es un crítico de arte, curador de exposiciones, dramaturgo y profesor especializado en arte contemporáneo.

## Biografía
Estudió historia del arte en la Universidad de Barcelona. A partir de la década de 1990 se involucró intensamente en el contexto artístico de su ciudad.
Como crítico de arte, ha realizado docenas de colaboraciones en medios como Lápiz, ArtPress y El Cultural. Fue fundador de la plataforma digital A Desk, y responsable del boletín del Centro de Arte Santa Mónica de Barcelona entre 2005 y 2008.
Entre las exposiciones que ha comisariado se encuentra el gran proyecto PUNK. Sus rastros en el arte contemporáneo, que se originó en el CA2M de Madrid en 2015 para continuar su itinerario por el Artium de Vitoria, el MACBA en Barcelona y el Museo del Chopo en la Ciudad de México. Fue comisario del Pabellón catalán en la Bienal de Venecia en 2011, con la artista Mabel Palacín, así como responsable de la Bienal de Pontevedra en 2004. Fue responsable del ciclo Vida Política de la Sala Montcada de la Fundación La Caixa a finales de la década de 1990.
Como dramaturgo, ha presentado dos obras junto a Marc Caellas, Cielo (2016) y Suicide notes (2019)  

## Libros publicados
- No más mentiras. Sobre algunos relatos de verdad en arte (y en literatura, cine y teatro). ISBN  978-0-9576572-5-0
- Cielo. ISBN 978-84-16354-44-3